# Nyctiophylax ovatus
Nyctiophylax ovatus is een fossiele soort schietmot uit de familie Polycentropodidae.